# Пам'ятник Ататюрку (Баку)
Пам'ятник Мустафі Кемалю Ататюрку — встановлений 17 травня 2010 в Баку пам'ятник засновнику Турецької Республіки, лідеру Турецького національного руху у війні за незалежність Туреччини Мустафі Кемалю Ататюрку.

## Встановлення пам'ятника
Встановлено 17 травня 2010 в Насимінському районі Баку, перед посольством Туреччини в Азербайджані, у парку на перехресті вулиць Самеда Вургуна та Бакиханова. У церемонії відкриття взяли участь президент Азербайджану Ільхам Алієв та його дружина Мехрібан Алієва, тодішній прем'єр-міністр Туреччини Реджеп Тайїп Ердоган та його дружина Еміне Ердоган. З нагоди події в парку, прикрашеному державними прапорами Азербайджану та Туреччини, було вишикувано почесну варту.
Автором пам'ятника є народний художник Азербайджану, ректор Азербайджанської державної академії мистецтв Омар Ельдаров.